# Charlotte von Württemberg

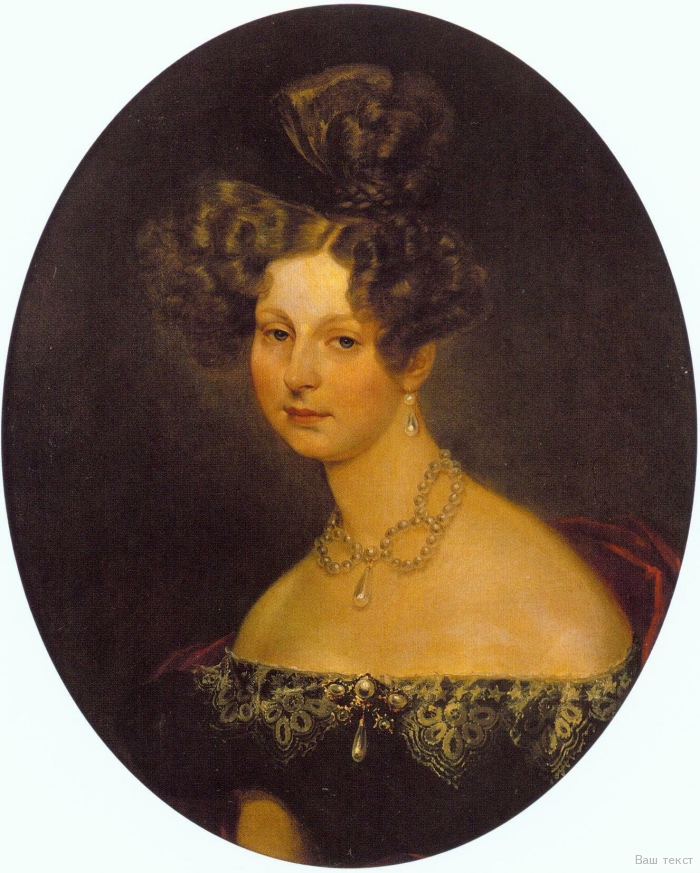
Prinzessin Charlotte von Württemberg, spätere Großfürstin Helene von Russland

Prinzessin Friederike Charlotte Marie von Württemberg (* 9. Januar 1807 in Stuttgart; † 9. Januarjul. / 21. Januar 1873greg. in Sankt Petersburg) wurde durch Heirat Großfürstin Elena Pawlowna (auch Helena Pawlowna, russisch Елена Павловна) von Russland.

## Leben
Charlotte wurde als ältestes Kind von Prinz Paul von Württemberg und seiner Frau Charlotte von Sachsen-Hildburghausen in Stuttgart geboren. Ihre Kindheit verbrachte sie mit ihrem Vater und ihrer jüngeren Schwester Pauline in Paris, wo sie von verschiedenen Intellektuellen unterrichtet wurden, wie z. B. dem Forscher Georges Cuvier. Verglichen mit dem Hof in Stuttgart lebte die Familie in relativ bescheidenen Verhältnissen.

### Heirat und Nachkommen

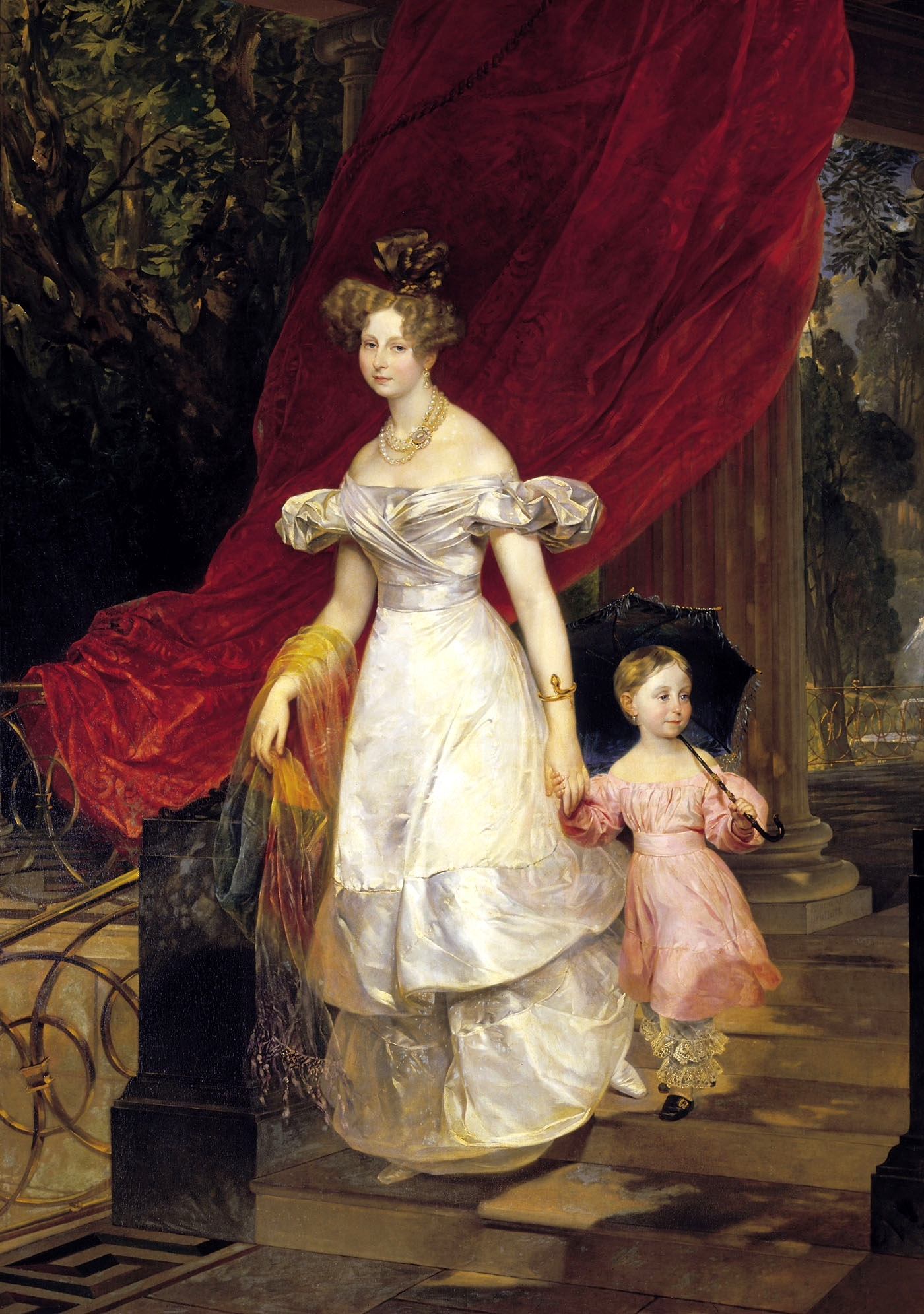
Porträt von Karl Pawlowitsch Brjullow: Charlotte von Württemberg mit ihrer ältesten Tochter Maria

1822, mit 15 Jahren, wurde sie mit Großfürst Michael Pawlowitsch von Russland verlobt. Charlotte galt als außergewöhnlich intelligent und reif für ihr Alter. Michael war beeindruckt von ihrer Schönheit und ihrem sicheren Auftreten. 1823 trat sie zum orthodoxen Glauben über und nannte sich von nun an Helena Pawlowna. Am 20. Februar 1824 fand die Hochzeit in Sankt Petersburg statt. Zunächst lebte das Paar in Moskau, ab 1825 im Michailowski-Palast in St. Petersburg. Nach dem Tod von Michaels Mutter zog das Paar 1828 nach Pawlowsk, wo es ebenfalls viel Zeit verbrachte. Die Ehe war nicht glücklich, da Michael sich mehr für die Armee interessierte als für seine Frau.
Aus der Ehe gingen fünf Töchter hervor:
- Maria Michailowna (9. März 1825, Moskau – 19. November 1846, Wien), unverheiratet
- Elisabeth Michailowna (26. Mai 1826, Moskau – 28. Januar 1845, Wiesbaden)

⚭ Herzog Adolph von Nassau
- Katharina Michailowna (28. August 1827, St. Petersburg – 12. Mai 1894, ebenda)

⚭  Georg zu Mecklenburg [-Strelitz] (1824–1876)
- Alexandra Michailowna (28. Januar 1831, Moskau – 27. März 1832, ebenda)
- Anna Michailowna (27. Oktober 1834, Moskau – 22. März 1836, St. Petersburg)

### Späteres Leben

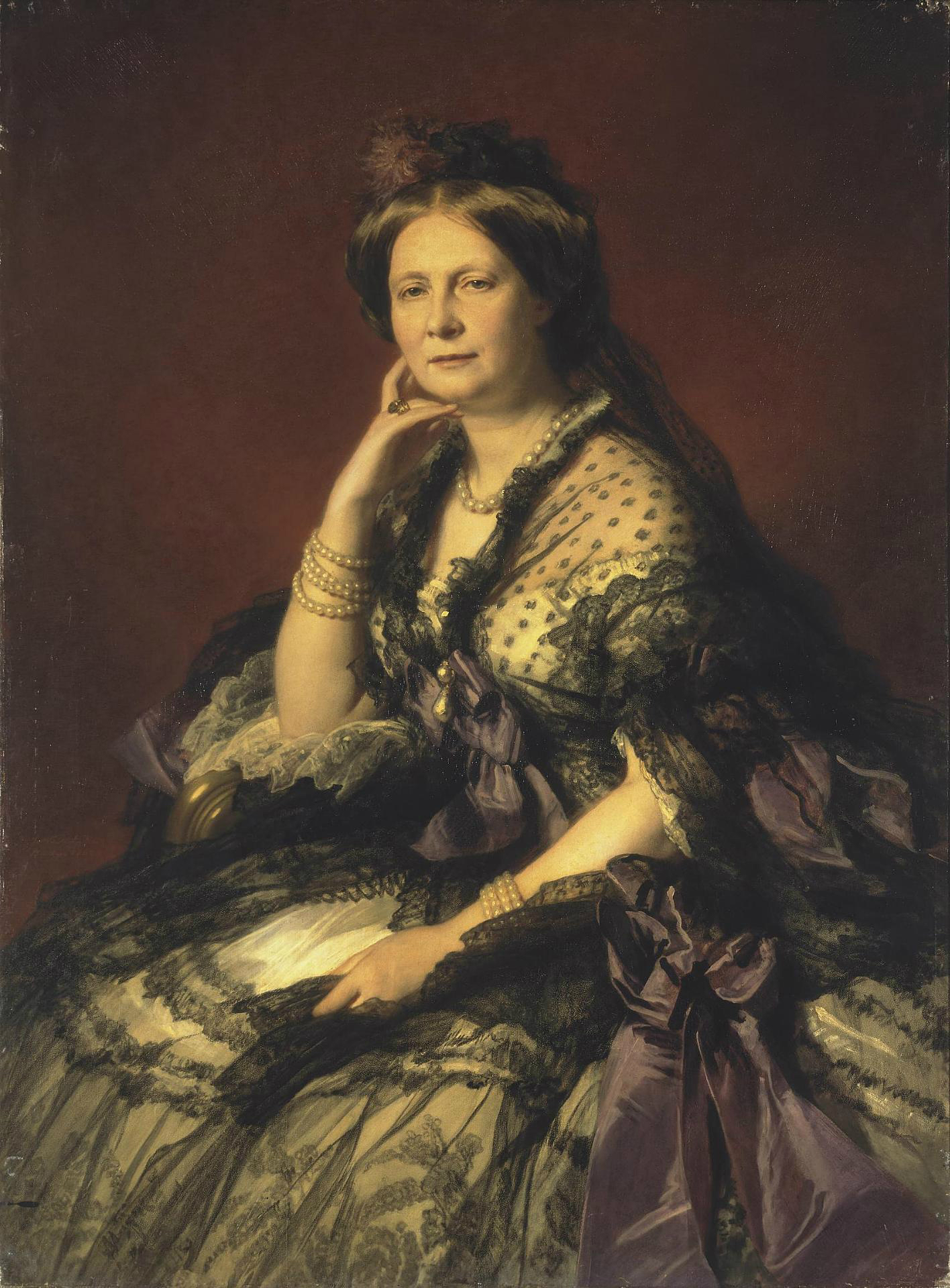
Großfürstin Helena Pawlowna 1862, Porträt von Franz Xaver Winterhalter

Umso besser verstand sich Helena mit dem Rest der kaiserlichen Familie, so z. B. mit ihrem Schwager Zar Alexander I., seiner Frau Elisabeth Alexejewna oder der schüchternen Gattin des Zarewitsch Alexander, Maria Alexandrowna. Im Jahr 1846 unterbrach der deutsche Gynäkologe und Geburtshelfer Franz Kiwisch von Rotterau für einige Monate seine Tätigkeit als Lehrstuhlinhaber für Geburtshilfe am Würzburger Juliusspital, um die Großfürstin als Leibarzt zu behandeln. Als Großfürst Michael 1849 starb, übernahm Helena die Schirmherrschaft über diverse wohltätige und künstlerische Organisationen. So gründete sie das Sankt Petersburger Konservatorium und stellte während des Krimkrieges eine Gruppe von Krankenschwestern zusammen, aus der schließlich das russische Rote Kreuz hervorging. Sie lehnte die Leibeigenschaft ab und setzte sich bei Zar Alexander II. für deren Abschaffung ein. Helena Pawlowna starb mit 66 Jahren in Sankt Petersburg und wurde in der Peter-und-Paul-Kathedrale beigesetzt.